# Thierry Bedossa
Thierry Bedossa, né le 9 décembre 1964
à Neuilly-sur-Seine, est un vétérinaire, écrivain et animateur de télévision français. De 2014 à 2015, il anime l'émission télévisée Happy Dog sur M6. Depuis le 20 août 2017, il coanime l'émission La Vie secrète des chats sur TF1.

## Biographie
Thierry Bedossa effectue ses études à l'École nationale vétérinaire d'Alfort et obtient son diplôme en 1989. Il est ensuite interne au Centre hospitalier universitaire vétérinaire de la faculté de médecine vétérinaire de l'Université de Montréal à Saint-Hyacinthe en 1989 et 1990. 
De 1990 à 1994, il étudie sur le terrain en Amérique du Nord, Turquie, Égypte, Serbie et France,.

### Carrière
Il s'installe en janvier 1995 à Neuilly-sur-Seine au sein d'une clinique en tant que praticien associé. Il exerce également dans un établissement secondaire situé dans le 18e arrondissement de Paris.
Dès 1996, il est formateur professionnel auprès des établissements généraux d’enseignement agricole dans les métiers du chien et du chat, puis à la Société centrale canine de 2000 à 2008.
De 2000 à 2010, il est attaché de cours en zootechnie,  éthologie et médecine d’élevage et du sport à l'École nationale vétérinaire d'Alfort. 
Il est aussi depuis 2000 animateur de télévision et médias numériques pour TF1, M6, Le Point, France Bleu.
Thierry Bedossa est président depuis janvier 2004 de l'association Aide aux vieux animaux, devenue Agir pour la vie animale en juin 2019, située à la ferme du Quesnoy à Cuy-Saint-Fiacre en Haute-Normandie. Militant contre la souffrance animale, il y recueille pour partie des animaux échappant à l'euthanasie. L'AVA, parrainée par Kristin Scott Thomas, Élodie Ageron et Sylvie Guillem, accueille actuellement près de 400 animaux.
Depuis 2006, il est président de la Société francophone de cynotechnie. 
Passionné par l'éthologie, il devient en septembre 2011 attaché de consultation en médecine du comportement au Centre hospitalier universitaire vétérinaire d'Alfort, aux côtés du docteur Emmanuelle Titeux. Il quitte ses fonctions au CHUVA en décembre 2020.
En 2013, il crée le Bien-être homme-animal (BEHA), fonds de dotation destiné au financement de projets dédiés à la cause animale.
Thierry Bedossa se fait connaître du grand public à partir de juin 2014 en animant l'émission de télévision Happy Dog, diffusée le samedi après-midi sur M6, dans laquelle il prodigue des conseils à des propriétaires de chiens victimes de troubles comportementaux. L'émission est arrêtée en septembre 2015 en raison d'audiences décevantes.
Depuis août 2017, il coanime l'émission télévisée La Vie secrète des chats sur TF1, aux côtés de Laetitia Barlerin et Jessica Serra. L'émission est narrée par Valérie Damidot.
Il fonde en novembre 2017 l'école de formation Animal University, qu'il dirige depuis mars 2018.
En juin 2019, il est candidat à la présidence de la Société protectrice des animaux sur la liste Action SPA. Depuis octobre 2019, il est membre du bureau de l'Ynsur, compagnie spécialisée dans les services d'assurances pour animaux.
Familièrement surnommé « l'homme qui murmure à l'oreille des chiens », il est l'auteur de plusieurs guides sur l'éducation des animaux de compagnie et publie régulièrement dans les revues Atout-Chien, Cyno-Mag, La revue technique du chien, 30 millions d'amis.

## Publications
- 1994 : Mesure de la pression artérielle chez le chien en pratique quotidienne par la méthode oscillométrique, mémoire de thèse, Dr Jean-Pierre Cotard (dir.), inspecteur général de la santé publique vétérinaire
- 1996 : Parichien-Parichat : Une mine d'informations et de conseils. 3000 adresses dans toute l’Île-de-France, pour rendre heureux vos toutous et vos matous, éditions D'Annabelle  (ISBN 978-2909660066)
- 2002 : Vendre un chiot équilibré : Favoriser la relation chien-maître, éditions De Vecchi  (ISBN 978-2732827285)
- 2004 : L'éducation canine, éditions SAEP  (ISBN 978-2737246869)
- 2010 : Comportement et éducation du chien, éditions Educagri  (ISBN 978-2844447555)
- 2015 : Tout sur le toutou : Guide à l'usage des maîtres de chiens, éditions Anne Carrière  (ISBN 978-2843377631)
- 2019 : Avec Laetitia Barlerin et Jessica Serra, La vie secrète des chats - L'album de l'émission, éditions Larousse  (ISBN 978-2035977465)
- 2020 :
  - Comportement et bien-être du chien : Une approche interdisciplinaire, avec Sarah Jeannin, éditions Educagri  (ISBN 979-1027503124)
  - Comportement et bien-être du chat  - Une approche interdisciplinaire, avec Sarah Jeannin, éditions Educagri  (ISBN 979-1027504176)